# Alpine A390
L'A390 est un SUV sportif électrique produit par le constructeur automobile français Alpine. Présenté en octobre 2024 sous forme de concept car lors du Mondial de l'automobile de Paris, il est le premier SUV de la marque et son second véhicule électrique après l'Alpine A290.

## Présentation
Le concept Alpine A390_β est présenté au public en octobre 2024 lors du Mondial de l'automobile de Paris, il s'agit du premier SUV de la marque. Le modèle A390 de série est dévoilé le 27 mai 2025, largement basé sur le concept.
L'A390 est assemblée dans l’usine Alpine de Dieppe, en France. Elle est proposée en plusieurs configurations de motorisation, allant d'une version à un seul moteur à une variante tri-moteur avec transmission intégrale. Sa commercialisation est prévue pour fin 2025 à un prix encore non communiqué.

## Caractéristiques techniques
L'Alpine A390 repose sur la plateforme technique modulaire AmpR Medium de l'alliance Renault-Nissan-Mitsubishi, utilisée aussi par la Renault Scénic E-Tech Electric et sa cousine Nissan Ariya, dont elle reprend aussi les motorisations les plus puissantes.
Les dimensions de l'A390 sont de 4,62 m de longueur, 1,89 m de largeur et 1,53 m de hauteur.
La batterie de 89kWh est produite à Dunkerque par l'entreprise française Verkor, autorisant une autonomie WLTP annoncée de 555km, et acceptant une puissance de recharge jusqu'à 190kW.

### Motorisation
L'A390 est proposée en plusieurs versions :
- Version trimoteur : cette version haut de gamme dispose de trois moteurs électriques, un sur l'essieu avant et deux sur l'essieu arrière, offrant une transmission intégrale avec vectorisation active du couple pour une agilité accrue en virage. La puissance totale est de 470ch chevaux pour un couple combiné de 808Nm, permettant une accélération de 0 à 100 km/h en moins de 4 secondes[4].
- Version bimoteur : une configuration avec deux moteurs électriques est également disponible, offrant une transmission intégrale avec une puissance moindre que la version trimoteur.
- Version monomoteur : une version d'entrée de gamme avec un seul moteur électrique monté sur l'essieu avant, offrant une transmission à traction.

## Design
Le design de l'A390 s'inspire du concept-car Alpine A390_β présenté en 2024, avec une silhouette athlétique et une ligne de toit plongeante. Les feux avant présentent une signature lumineuse distinctive, composée de triangles illuminés. Le véhicule est équipé de roues de 22 pouces à l'avant et de 23 pouces à l'arrière.

## Concept car
Le 11 octobre 2024, en préambule du salon Mondial de l'automobile de Paris 2024, Alpine présente le concept car Alpine A390_β préfigurant l'Alpine A390 de série, premier SUV et second véhicule électrique de la marque.
Le concept est doté de portes arrière à ouverture antagoniste et d'un toit en verre.

Le concept car Alpine A390_β au Mondial de l'automobile de Paris 2024
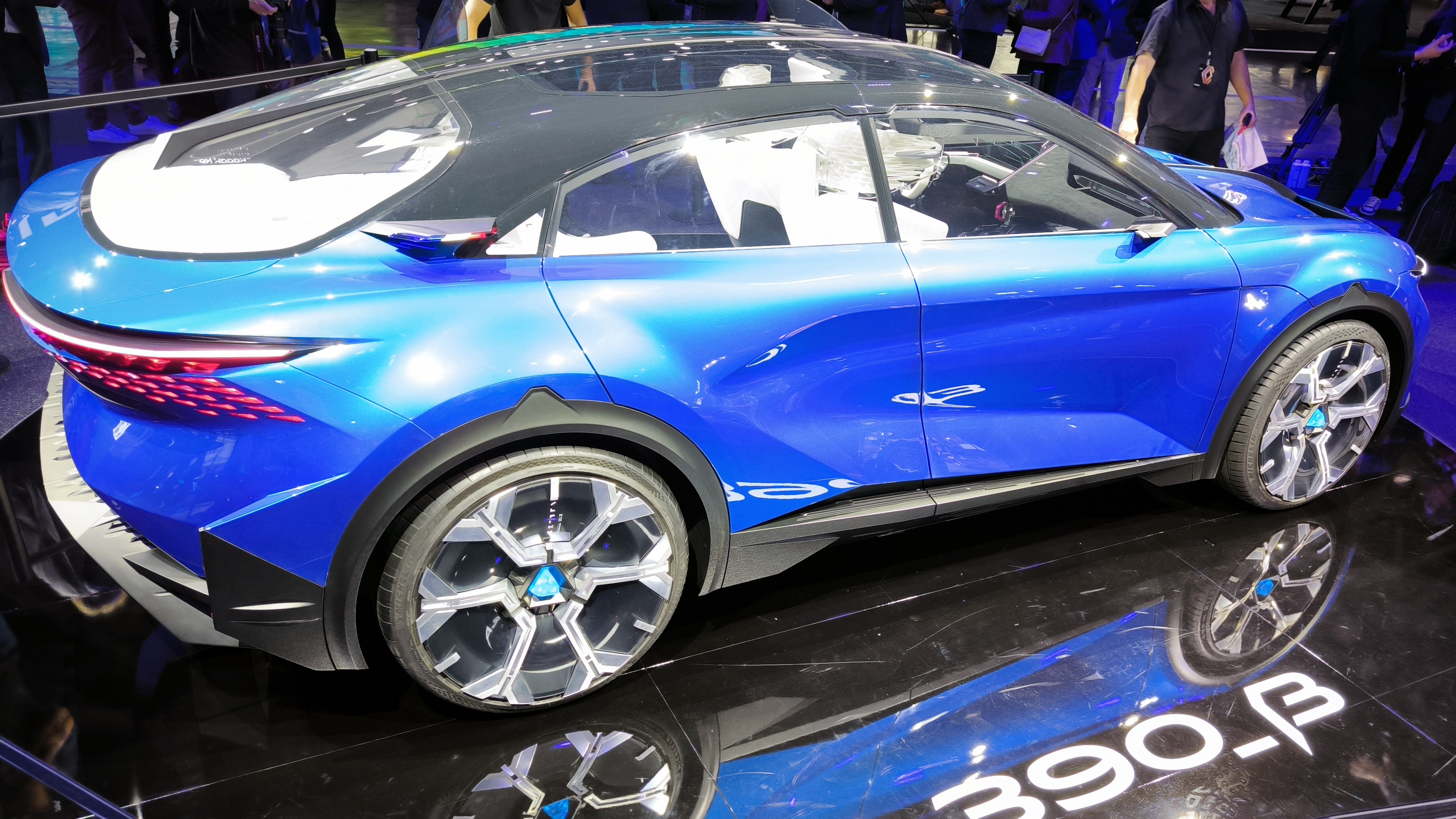
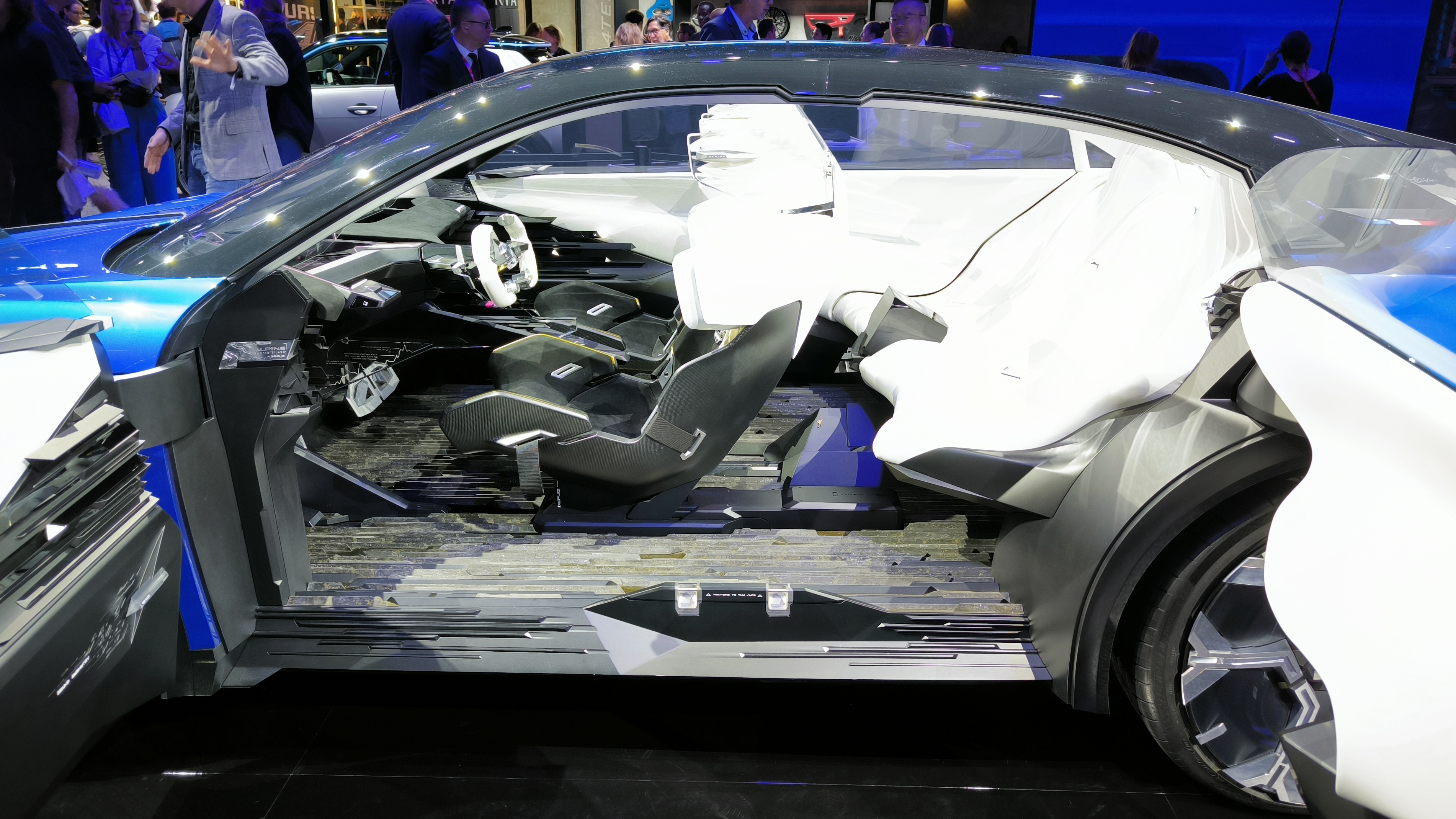